# Мохамед Гануши
Мохамед Гануши е тунизийски политик и икономист.

## Биография
Гануши завършва средното си образование в Сус и следва политически и икономически науки в университета в Тунис. Заема няколко длъжности в Държавния секретариат за планиране и национална икономика, преди да бъде назначен през 1975 г. за директор на Главната администрация за планиране. През октомври 1987 г. е назначен за кратко в Министерството на планирането в правителството на президента Зин Абидин бен Али. На 11 април 1989 г. е назначен за министър на планирането и финансите, след това на 3 март 1990 г. за министър на икономиката и финансите. На 20 февруари 1991 г. е назначен за министър на финансите, а през 1992 г. е назначен в Министерството на международното сътрудничество и чуждестранните инвестиции. Той става първият министър, който наследява Хамид Ал-Карауи след президентските избори през 1999 г. Гануши се смята за технократ.

## След революцията
На 17 декември 2010 г. Мохамед Буазизи се самозапалва в знак на протест срещу безработицата и конфискацията на стоката му. На следващия ден започват масови демонстрации заради липсата на социална справедливост и изостряне на корупцията в управляващия режим.
Ситуацията ескалира в няколко града и се стига до смъртта на няколко протестиращи в резултат на сблъсъка им със силите за сигурност. Тунизийският президент Зин Абидин бен Али е принуден да освободи редица министри, включително министъра на вътрешните работи, както и да даде обещания за справяне с проблемите, за чието решаване призовават демонстрантите, и обявява намерението си да не се кандидатира за президентските избори през 2014 г.
Въпреки това протестиращите не престават и достигат до правителствени сгради, принуждавайки президента, който управлява страната с желязна ръка в продължение на 23 години, да се оттегли от власт и да избяга от страната тайно, като първо се насочва към Франция, която отказа да го приеме поради страх от демонстрации на тунизийци там, и после намира убежище в Саудитска Арабия. Министър-председателят Мохамед Гануши временно поема правомощията на президент на републиката поради невъзможността на президента да изпълнява задълженията си, въз основа на чл. 56 от тунизийската конституция, който предвижда, че президентът на държавата може да делегира министър-председателя в отсъствието си. Това му позволява временно да изпълнява задълженията си и в този случай той остава на поста си, но Конституционният съвет обявява, че след преглед на документите става ясно, че няма ясен мандат, който да се основава на мандата на министър-председателя и че президентът не е подал оставка, и тъй като неговото напускане се случва при известни обстоятелства след обявяването на извънредно положение и не може да изпълнява своите задължения, съветът решава да прибегне до член 57 от конституцията и да обяви позицията на президента свободна. Съответно на 15 януари 2011 г. председателят на Камарата на представителите, Фуад Ал-Мебазаа, поема временно длъжността президент на републиката.
Това е до провеждането на предсрочни президентски избори в рамките на период от 45 до 60 дни, както е предвидено в конституцията.
На 17 януари 2011 г. Гануши обявява сформирането на правителство на националното единство, което включва редица опозиционни фигури, и подчертава отделянето на правителството от партиите.
На 27 февруари 2011 г. Мохамед Гануши подава оставката си от временното правителство поради неуспеха си да спечели доверието на хората.